# Strauss-Klappbrücke

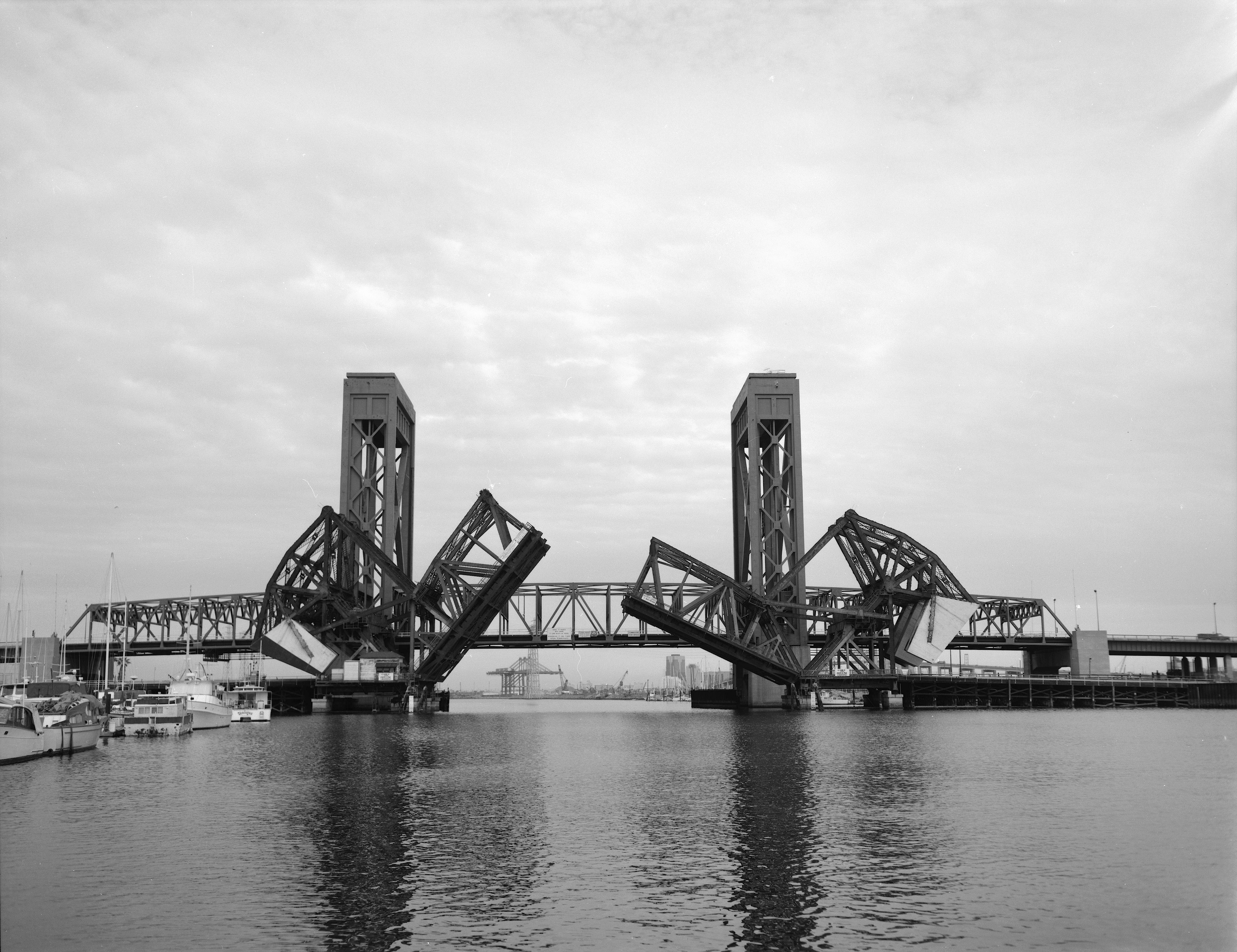
Teilweise geöffnete Henry Ford Bridge in Long Beach (Kalifornien)

Eine Strauss-Klappbrücke, auch Klappbrücke Bauart Strauss, englisch Heel-trunnion Bridge „Fersenzapfen-Brücke“ genannt, ist eine Klappbrücke, die nach einer vom US-amerikanischen Ingenieur Joseph Baermann Strauss  entwickelten Bauart gestaltet ist. Wesentliche Merkmale der Bauart sind getrennte Drehzapfen für das Gegengewicht und das Brückendeck. Die Bauart gehört zu den drei häufigsten in den USA verbreiteten Bauarten von Klappbrücken. Die anderen beiden sind die am häufigsten verwendete Bauart der Trunnion Bridge  „Zapfenbrücke“ und die Rolling-Lift Bridge „Rollklappbrücke“.

## Aufbau und Funktionsweise

Animierte Darstellung der Funktionsweise einer Strauss-Klappbrücke mit zwei beweglichen Brückendecks. (Henry Ford Bridge von 1924)

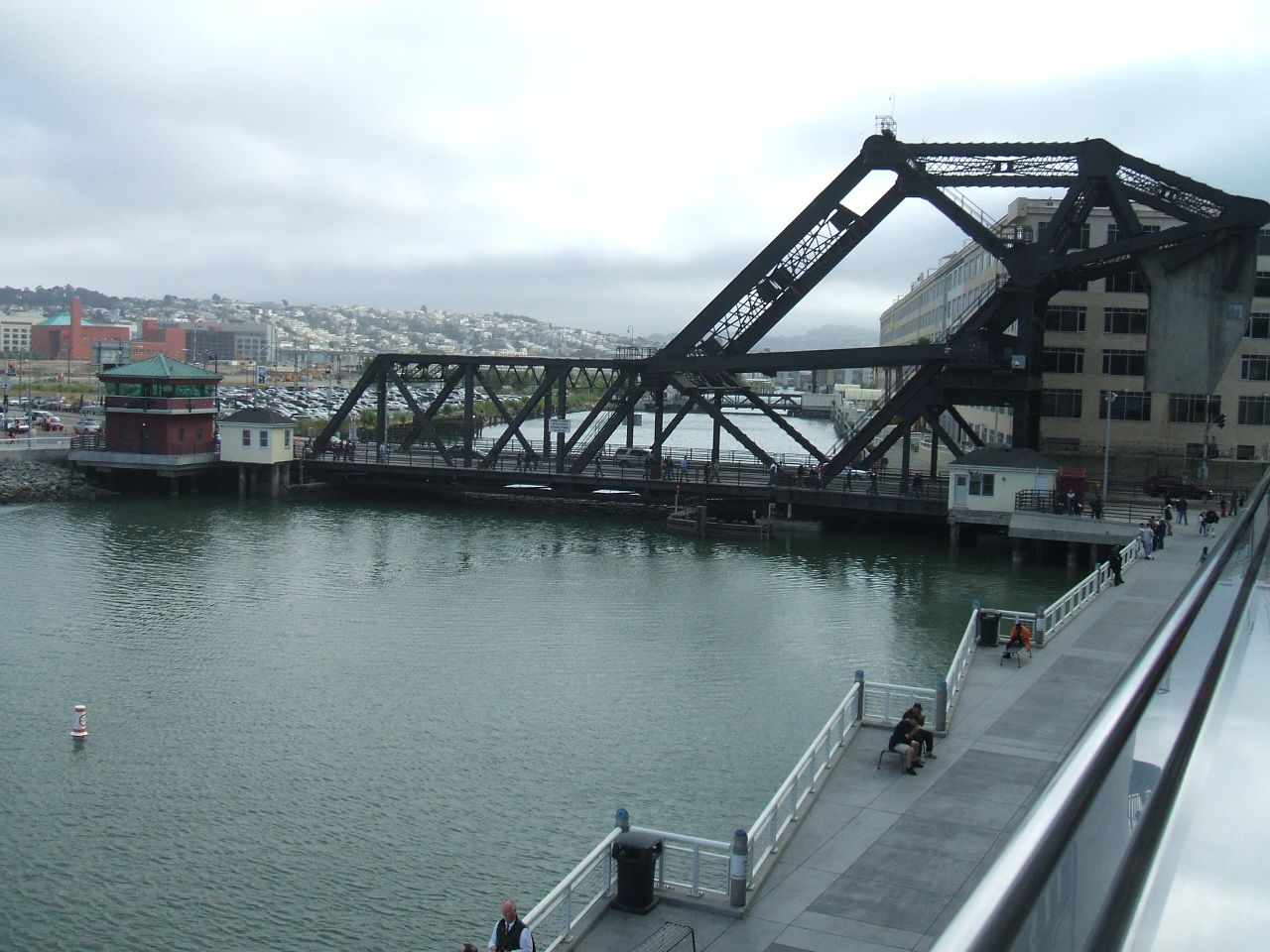
Geschlossene Lefty O’Doul Bridge

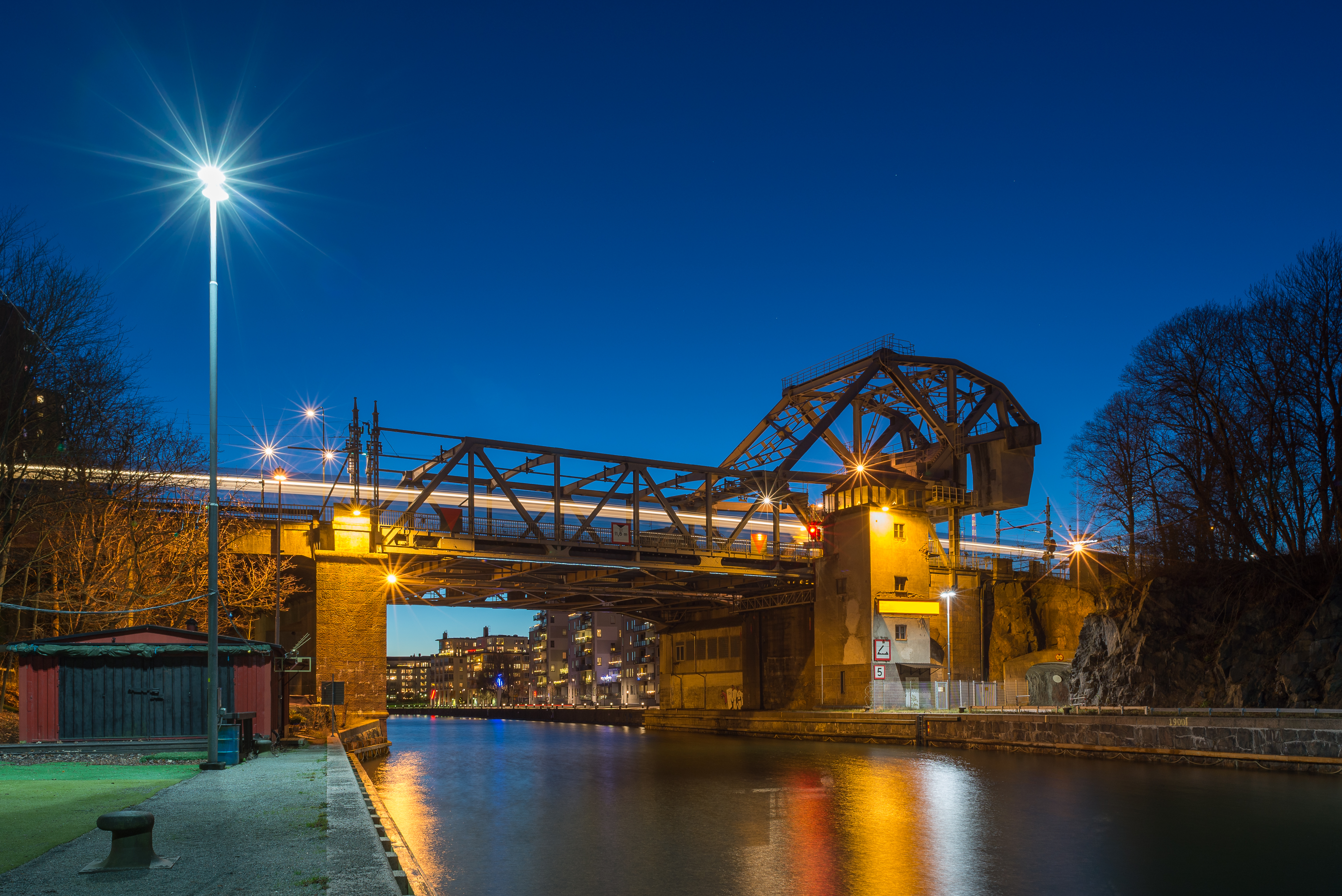
Danviksbro in Stockholm

Bei der Strauss-Klappbrücke sind die Drehzapfen für das Brückendeck auf Fahrbahnhöhe, diejenigen des Gegengewichtsrahmens erhöht und zurückversetzt von denjenigen des Brückendecks angeordnet. Der Zapfen des Brückendecks wird auf Englisch heel-trunion („Fersenzapfen“) genannt. Brückendeck und Gewichtsrahmen sind mit Gelenkhebeln miteinander verbunden. Der Antrieb der Brücke erfolgt über Zugstangen, die mit dem Brückendeck verbunden sind und als Zahnstangen ausgebildet sind. In diese greifen die Antriebsritzel ein, die beim Öffnen der Brücke die Zugstangen nach hinten ziehen, sodass sich das Brückendeck anhebt und das Gegengewicht nach unten schwenkt. Das System ist ausbalanciert, sodass nur geringe Antriebsleistungen aufgebracht werden müssen.
Der Vorteil der Strauss-Klappbrücke gegenüber anderen Bauarten ist, dass keine Teile unter dem Straßenniveau angeordnet sind und somit bei der Fundierung keine Grube im Uferbereich notwendig ist. Außerdem ist das System weniger anfällig für Schäden bei Überflutung, und das regelmäßige Entwässern der Grube kann entfallen. Dafür ist der mechanische Aufwand verglichen mit anderen Bauarten größer.

## Beispiele von Strauss-Klappbrücken
- Salmon Bay Bridge (1914), Seattle, USA
- Jackknife Bascule Bridge (1914), Thunder Bay, Kanada
- Skansenbrua (1918), Trondheim, Norwegen
- Danviksbro (1922), Stockholm, Schweden
- Henry Ford Bridge (1924), 1996 durch Hubbrücke ersetzt
- Second Narrows Bridge (1925), Vancouver, Kanada
- Cherry Street Strauss Trunnion Bascule Bridge (1931), Toronto, Kanada
- Lefty O’Doul Bridge (1933), San Francisco, USA
- Lillobrug (1967), Hafen von Antwerpen, Belgien